# Ureaza

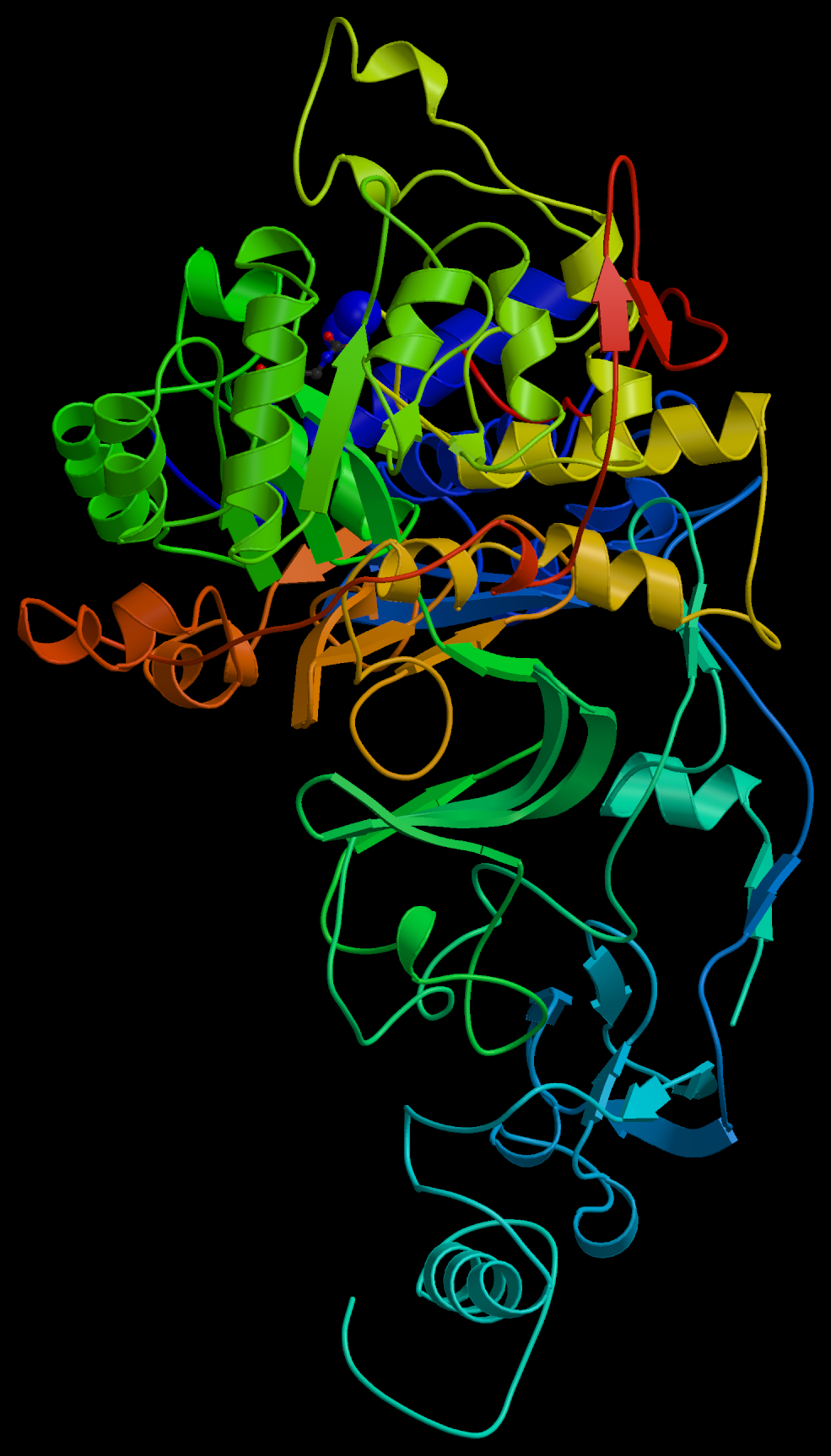
Model struktury ureazy z Helicobacter pylori

Ureaza (EC 3.5.1.5) – enzym z klasy hydrolaz. Katalizuje reakcję hydrolitycznego rozkładu mocznika na amoniak i dwutlenek węgla:
H
2N−CO−NH
2 + H
2O → 2NH
3 + CO
2
Optymalne warunki reakcji to 40 °C i pH 7.
W centrum aktywnym zawiera jony niklu.
Występuje w bakteriach, drożdżach i niektórych roślinach wyższych. Była pierwszym enzymem otrzymanym w postaci krystalicznej. Dokonał tego w roku 1926 amerykański chemik James Sumner, izolując ureazę z nasion kanawalii mieczokształtnej, w której występuje ona szczególnie obficie. Za osiągnięcie to przyznana została Nagroda Nobla. Ureaza była też pierwszym enzymem, w którym stwierdzono obecność niklu w miejscu aktywnym.